# The Chronicle of Higher Education
The Chronicle of Higher Education(더 크로니클 오브 하이어 에듀케이션)은 칼리지와 대학교 학부 사람들과 관리자들을 대상으로 뉴스, 정보, 직업을 제시하는 신문 웹사이트이다.
크로니클은 워싱턴 D.C.에 위치해 있으며 미국 학계의 주된 뉴스 서비스로 자리잡혀 있다. 매주 온라인으로 출판되며 매주 인쇄물로 출간된다. 다만 6, 7, 8월, 그리고 12월 마지막 3째주에는 발행하지 않으며, 이에 따라 한 해에 43번 부수가 발행된다. 인쇄물 The Chronicle은 두 개의 단락으로 출간된다: A 단락은 뉴스와 구직, B 단락은 예술과 아이디어 잡지인 The Chronicle Review이다.
비영리 세계의 신문 The Chronicle of Philanthropy도 출간한다. 또, 기업 전자 데이터베이스 The Chronicle Guide to Grants, 그리고 웹 포털 Arts & Letters Daily도 출간한다.
크로니클은 2003년에 33,000,000만 달러의 총 광고 소득과 7,000,000 달러의 유통 소득을 기록하였다.